# MedRxiv
Medrxiv  è un sito Internet che distribuisce eprints inedite sulle scienze della salute.
Distribuisce gratuitamente al lettore manoscritti completi ma non ancora pubblicati nei settori della medicina, della ricerca clinica e delle scienze sanitarie correlate. 
Tali manoscritti devono ancora essere sottoposti a revisione paritaria e il sito sottolinea che per lo stato preliminare, in mancanza di revisione, i manoscritti non dovrebbero essere considerati per l'applicazione clinica, né invocati per la segnalazione di notizie come informazioni consolidate.

## Storia
Il sito è stato fondato nel 2019 dal Cold Spring Harbor Laboratory (CSHL), BMJ (un editore medico) e la Yale University. Il server è di proprietà ed è gestito da CSHL.
MedRxiv e il suo sito gemello, bioRxiv, sono stati le principali fonti per la diffusione della ricerca sull'epidemia di COVID-19 dove è richiesta la massima velocità nella condivisione delle informazioni.